# Christian Wörns
Christian Werner Wörns (* 10. Mai 1972 in Mannheim) ist ein ehemaliger deutscher Fußballspieler und heutiger -trainer.

## Karriere

### Vereinskarriere
Der bei Phönix Mannheim in der Jugend ab 1980 aktive Abwehrspieler wechselte 1985 zum Stadtrivalen SV Waldhof Mannheim und gab dort 1989 mit 17 Jahren, 3 Monaten und 30 Tagen als viertjüngster Bundesligaspieler überhaupt sein Debüt in der höchsten deutschen Spielklasse. Von 1991 bis 1998 spielte Wörns für Bayer 04 Leverkusen, in der Saison 1998/99 war er für Paris Saint-Germain in der französischen Ligue 1 aktiv.
Von 1999 bis 2008 stand er bei Borussia Dortmund unter Vertrag. Dort trug er lange Jahre die Kapitänsbinde. Im Januar 2008 ließ Wörns eine Klausel in seinem Vertrag streichen, welche diesen um ein weiteres Jahr verlängert hätte, falls er in der Spielzeit 2007/08 auf mindestens 25 Saisoneinsätze gekommen wäre. Anfang März 2008 bestätigte er dem Kicker, dass er eine Fortsetzung seiner Karriere anstrebe. Er sei momentan noch zu fit, um seine Karriere zu beenden. Am 27. April 2008 gab Hans-Joachim Watzke jedoch im DSF-Doppelpass bekannt, dass Wörns für die neue Saison 2008/09 kein neues Vertragsangebot von Borussia Dortmund erhalten werde. Am 17. Mai 2008 wurde er gemeinsam mit Philipp Degen und Alexander Bade bei Borussia Dortmund verabschiedet. Nachdem sich in den folgenden Monaten kein neuer Verein gefunden hatte, beendete er seine Karriere.
Seine größten Erfolge waren der Gewinn der deutschen Meisterschaft 2002 mit Borussia Dortmund und der DFB-Pokal-Sieg 1992/93 mit Bayer Leverkusen.
Er stand im Mai 2002 mit der BVB-Meistermannschaft von 2002 im UEFA-Pokal-Endspiel in Rotterdam. Dieses verlor der BVB gegen Feyenoord Rotterdam mit 2:3.
Zudem stand Wörns mit Borussia Dortmund am 19. April 2008 im DFB-Pokal-Finale in Berlin, welches die Mannschaft mit 1:2 n. V. gegen den FC Bayern München verlor.

### Nationalmannschaft

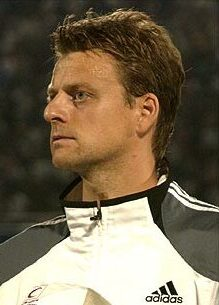
Wörns als Nationalspieler (2004)

Für die deutsche Nationalelf debütierte Wörns unter Bundestrainer Berti Vogts am 22. April 1992 in einem Freundschaftsspiel in Prag gegen die Tschechoslowakei (1:1). Wörns kam insgesamt 66 Mal zum Einsatz, allerdings ohne ein Tor zu erzielen. Er nahm an der EM 1992 in Schweden, der WM 1998 in Frankreich und der EM 2004 in Portugal teil. Bei der EM 1992 drang die Nationalelf bis ins Finale vor. Wörns kam bei diesem Turnier zu keinem Einsatz. Zum letzten Mal spielte Wörns am 3. September 2005 für die Auswahl unter Jürgen Klinsmann, als er bei der 0:2-Niederlage gegen die Slowakei in Bratislava zu Beginn der zweiten Halbzeit ausgewechselt wurde.
Nachdem er Klinsmann wegen seiner Nicht-Nominierung für mehrere Test-Länderspiele öffentlich kritisiert hatte, wurde Wörns von diesem von einer Nominierung für den Kader bei der Weltmeisterschaft 2006 ausgeschlossen. Wörns reagierte mit Unverständnis auf die Entscheidung und warf Klinsmann Respektlosigkeit und Unehrlichkeit vor. Seine Nichtnominierung könne nichts mit dem „Leistungsprinzip“ zu tun haben, das der Bundestrainer ausgegeben habe. Auch bei einigen Nationalmannschaftskollegen wie Kapitän Michael Ballack stieß die Nichtnominierung auf Kritik.

### Trainerkarriere
Von 2009 bis 2011 trainierte Wörns die C-Jugend des Hombrucher SV. Im Januar 2012 wechselte er in die Nachwuchsabteilung des VfL Bochum, für den er zunächst im Scouting-Bereich eingesetzt wurde und in der Saison 2012/13 die U15-Mannschaft trainierte. Parallel dazu erwarb er 2012 die Fußballlehrer-Lizenz des DFB. Zur Saison 2013/14 übernahm Wörns die B-Jugend des FC Schalke 04 als Cheftrainer. Am 14. Juli 2014 wurde er als Co-Trainer von Christian Ziege bei der SpVgg Unterhaching verpflichtet, bei der er zudem den Cheftrainer-Posten der U-16-Mannschaft übernahm. Anfang 2016 wurde Wörns Trainer der zweiten Mannschaft des FC Augsburg. Im August 2017 trat er aus persönlichen Gründen von diesem Posten zurück. Noch vor der Winterpause derselben Saison unterschrieb Wörns einen Vertrag beim TSV 1860 München, bei dem er das Training der U-19-Mannschaft sowie die Betreuung von TSV 1860 München II (geführt als U-21-Mannschaft) übernahm. Bereits am Ende der Saison wurde das Engagement „im beiderseitigen Einvernehmen“ wieder beendet.
Zur Saison 2019/20 übernahm Wörns das Amt des Cheftrainers der deutschen U18-Nationalmannschaft von Frank Kramer. Er betreute diesen Jahrgang auch in den beiden Saisons darauf als Cheftrainer der U19-Nationalmannschaft und der U20-Nationalmannschaft. Aktuell (Stand 1. Juli 2023) ist er wieder Cheftrainer der U-19.

### Erfolge
- 1992: Vize-Europameister
- 1992/93: DFB-Pokal-Sieger mit Bayer 04 Leverkusen
- 1998: Französischer Supercupsieger mit Paris Saint-Germain
- 2001/02: Deutscher Meister mit Borussia Dortmund
- 2001/02: UEFA-Pokal-Finalist mit Borussia Dortmund
- 2007/08: DFB-Pokal-Finalist mit Borussia Dortmund

## Persönliches
Wörns ist verheiratet und hat zwei Söhne mit seiner Ehefrau.